# Hippy

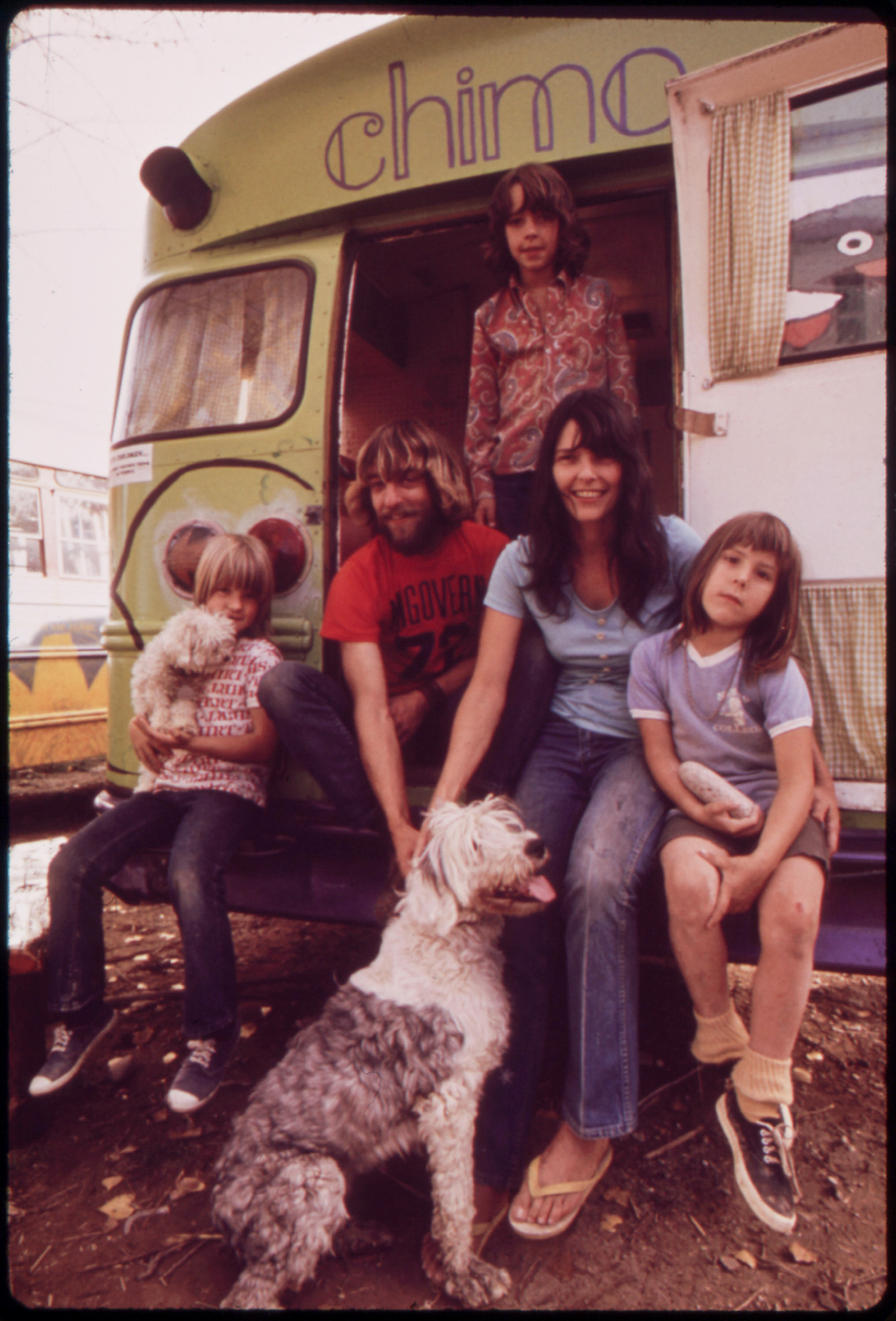
Familie hippy, 1972

Subcultura hippy (sau hippie) a fost inițial o mișcare de protest a tineretului împotriva societății materialiste occidentale, care a luat ființă în SUA la începutul anilor 1960 și care mai apoi s-a răspândit în multe țări din lume. Mișcarea hippy a fost atât o mișcare politică de tip colectivist, cât și culturală, considerată și o contracultură inspirată din filozofia Hindusă, respectiv Sadhu.
Cuvântul „hippy” vine de la „hipster”, care descria tinerii beatnik care s-au mutat în districtul Haight-Ashbury din San Francisco, SUA. Acești tineri moșteniseră atitudinea nonconformistă a generației beat, și-au creat cu timpul comunități proprii, ascultau rock psihedelic, erau adepți ai promiscuității sexuale și foloseau droguri precum hașiș și LSD. Susținători ai socialismului,  adepți ai „păcii”, au fost folosiți de Uniunea Sovietică în lupta ideologică împotriva Statelor Unite ale Americii, respectiv împotriva războiului din Vietnam.
Moda și valorile hippy au avut un efect major asupra muzicii de masă, a televiziunii, filmelor, literaturii și artelor. În anul 1968 revista Time Magazine a făcut un studiu pentru a descoperi exact originile mișcării hippy. În urma acestui studiu a ieșit la iveală faptul că până și în Grecia Antică a existat o astfel de mișcare, din care au făcut parte filozofi precum Diogenes din Sinope. Primele forme ale culturii hippy au apărut în Europa. Între anii 1896-1908 în Germania a existat o mișcare contraculturală împotriva muzicii populare, la acea vreme. Cunoscută sub numele de Der Wandervogel (pasărea migratoare) mișcarea se opunea tradiționalismului din muzică. 

## Etimologie

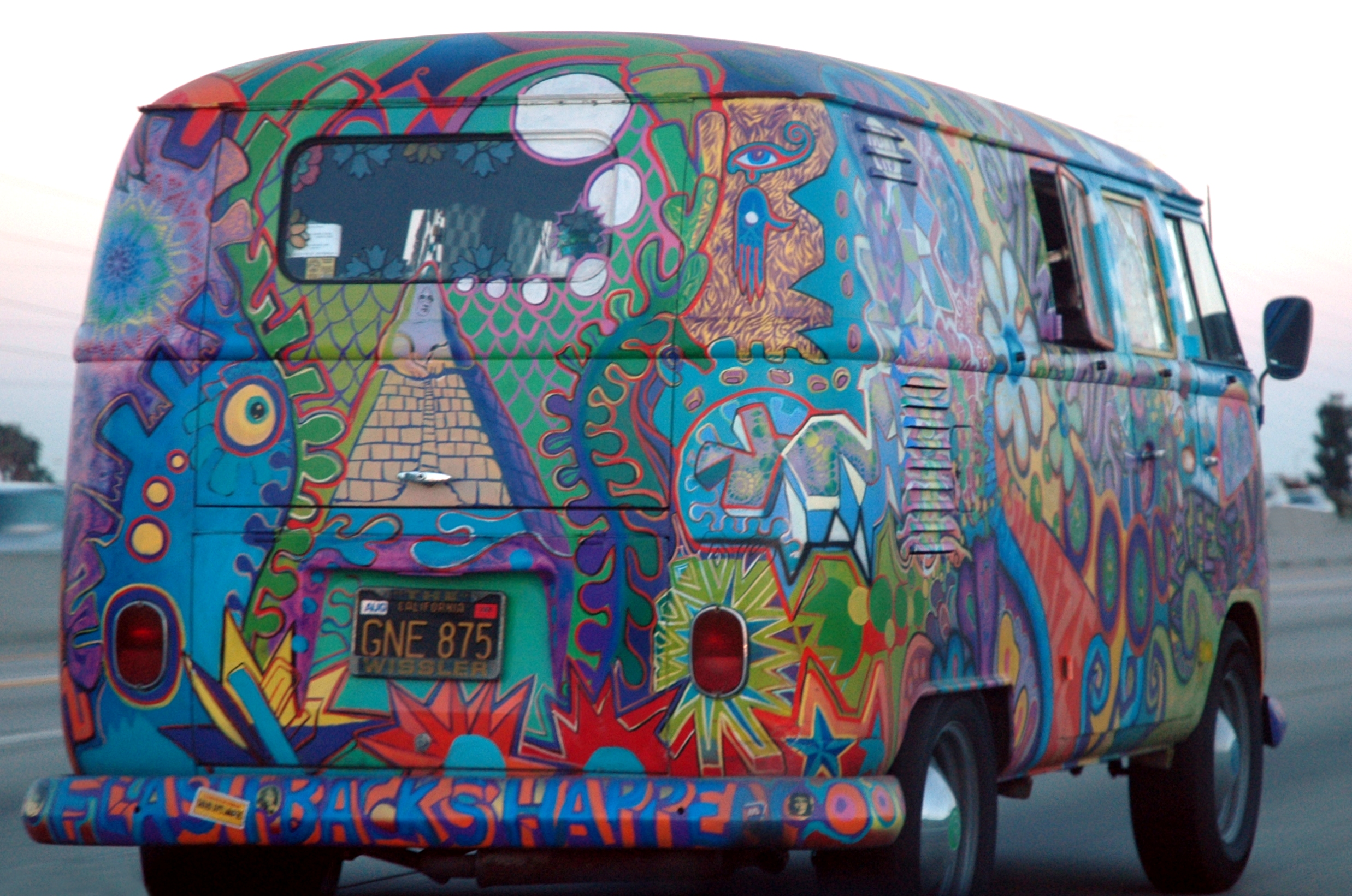
Mașină decorată în stil hippy

Conform lexicografului Jesse Sheidlower, cuvintele „hippy” și „hipster” vin de la cuvântul „hip”, a cărui origine este necunoscută. Cuvântul „hippie” apare în romanul On the Road (1957) al scriitorului american Jack Kerouac.